# Erioptera simulans
Erioptera simulans là một loài ruồi trong họ Limoniidae. Chúng phân bố ở miền Australasia.